# Veckefjärden
Veckefjärden är en sjö i Örnsköldsviks kommun i Ångermanland och ingår i Moälvens huvudavrinningsområde. Sjön har en area på 2,2 kvadratkilometer och ligger 0 meter över havet. Veckefjärden ligger i Moälven Natura 2000-område. Sjön avvattnas av vattendraget Moälven (på äldre kartor Hörnettsundet).

## Delavrinningsområde
Veckefjärden ingår i det delavrinningsområde (702301-164269) som SMHI kallar för Utloppet av Veckefjärden. Medelhöjden är 45 meter över havet och ytan är 13,44 kvadratkilometer. Räknas de 266 avrinningsområdena uppströms in blir den ackumulerade arean 2 297,93 kvadratkilometer. Avrinningsområdets utflöde Moälven mynnar i havet. Avrinningsområdet består mestadels av skog (36 procent) och jordbruk (10 procent). Avrinningsområdet har 2,21 kvadratkilometer vattenytor vilket ger det en sjöprocent på 16,5 procent. Bebyggelsen i området täcker en yta av 3,32 kvadratkilometer eller 25 procent av avrinningsområdet.

## Slussen

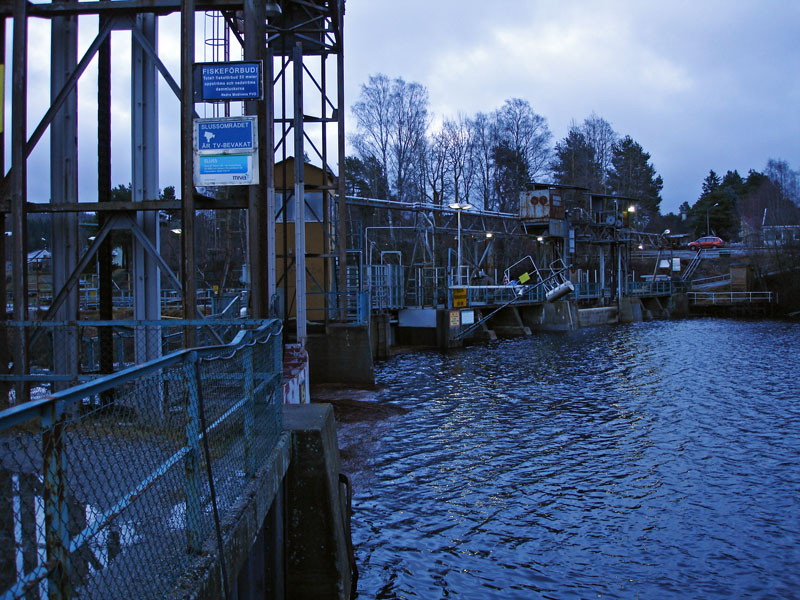
Slussen vid Veckefjärdens utlopp, sedd från nedersidan. Timmerslussen är till vänster och båtslussen till höger.

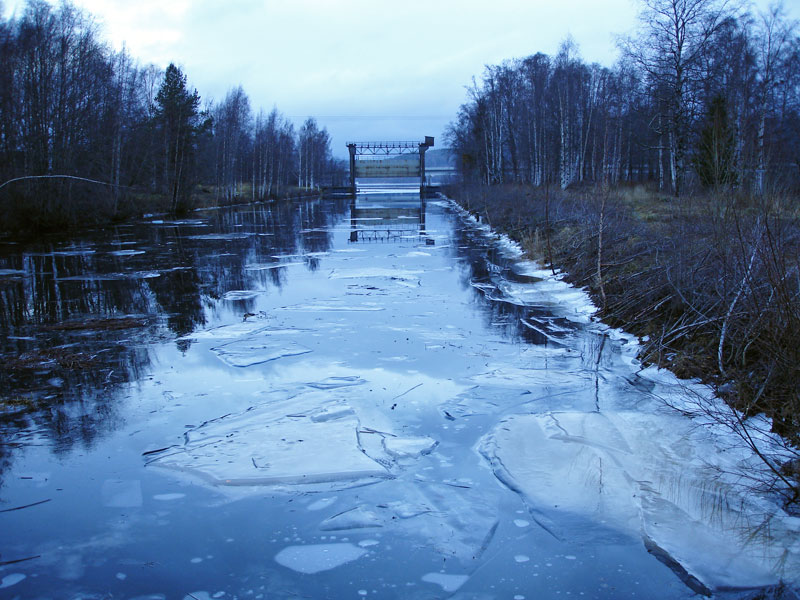
Timmerslussen vid Veckefjärdens utlopp. Denna del av anläggningen används inte längre eftersom flottningen har upphört.

Från Veckefjärden leds sötvatten i en tub genom Hörnett till Domsjö Fabriker. För att förhindra att havsvatten går upp till Veckefjärden vid högvatten finns vid utloppet en sluss som byggdes omkring 1939. Eftersom älven då användes för timmerflottning byggdes slussen för att kunna släppa igenom bogserbåten Moälven och andra bogserbåtar med timmersläp. Timmerslussen är omkring 30 meter bred och 250 meter lång och är möjligen Sveriges längsta sluss. Idag går bara nöjesbåtar genom den intilliggande båtslussen, som fjärrmanövreras från fabriken eller från räddningstjänsten.